# Woodall Mountain
Der Woodall Mountain (auch: Woodall Hill) ist mit 246 Metern die höchste natürliche Erhebung des US-Bundesstaates Mississippi. Er befindet sich im westlichen Teil des Tishomingo County. Trotz seiner geringen Höhe und der Tatsache, dass er sich nur rund 90 Meter aus seinem Umland erhebt, hat man von seinem Gipfel aus ein weitreichendes Panorama.